# Сейсмологический институт АН СССР
Сейсмологический институт АН СССР (СИАН) — советская научная организация в структуре АН СССР, первый в области геофизики. Специализировалось в области сейсмологии, сейсмического районирования и исследования микросейсм. Наряду с сейсмологией были организованы работы по гравиметрии и геотектонике, изучалась сейсмичность отдельных регионов Советского Союза с целью повышения устойчивости сооружений промышленного и гражданского строительства. 
По результатам сейсмических наблюдений были получены первые результаты о строении земной коры на Кавказе, в Крыму и Средней Азии. Была предложена методика наблюдений сейсмических волн, вызванных мощными промышленными взрывами. Развивались методы сейсмической и гравиметрической разведки.

## История
Создан 13 марта 1928 (в 26-м) году на основе Сейсмического отдела Физико-математического института РАН (ФМИ РАН), возглавляемого с 1924г года П. М. Никифоровым. Сам отдел был создан  из Постоянной центральной сейсмической комиссии, учреждённой 25 января 1900 года Указом императора Николая II.Располагался в Ленинграде, директором новообразованного института стал  П. М. Никифоров.  Это был первый в СССР институт геофизического профиля. В  начале 1935 года вместе  решением правительства Академию наук СССР из Ленинграда перебазировали в Москву. Вся организация сейсмической службы была передана СИАН. В то же время в СИАН переходит В.Ф.Бончковский.   
В 1937 году Г.П. Горшков создает первую в мире карту общего сейсмического районирования СССР ОСР-37, вышедшую под редакцией Никифорова. После смерти Никифорова в 1944 году Бончковский становится  временно исполняющим обязанности директора института. 10 января 1946 года СИАН и Институт теоретической геофизики АН СССР (создан в 1938 году) объединены в Геофизический институт Академии наук СССР (ГЕОФИАН).

## Сотрудники
- Никифоров П.М.
- Бончковский В.Ф.
- Горшков Г.П.
- Медведев С.В.
- Мушкетов Д.И.
- Шнирман Г.Л.
- Саваренский Е. Ф.